# فهرست شهرستان‌های استان البرز

نقشهٔ شهرستان‌های استان البرز.

فهرست شهرستان‌های استان البرز برپایهٔ سرشماری سال‌های ۱۳۸۵، ۱۳۹۰ و ۱۳۹۵ خورشیدی:
| ردیف | نام شهرستان | مرکز    | سال شهرستان شدن | جمعیت (۱۳۸۵) | جمعیت (۱۳۹۰) | جمعیت (۱۳۹۵) |
| ---- | ----------- | ------- | --------------- | ------------ | ------------ | ------------ |
| ۱    | کرج         | کرج     | ۱۳۳۳            | ۱٬۶۸۵٬۸۸۰    | ۱٬۹۹۵٬۱۸۵    | ۱٬۹۷۳٬۴۷۰    |
| ۲    | فردیس       | فردیس   | ۱۳۹۲            | جزء کرج      | جزء کرج      | ۴۸۵٬۹۰۵      |
| ۳    | ساوجبلاغ    | هشتگرد  | ۱۳۶۸            | ۱۸۹٬۳۰۵      | ۲۱۹٬۶۱۲      | ۲۵۹٬۹۷۳      |
| ۴    | نظرآباد     | نظرآباد | ۱۳۸۱            | ۱۲۸٬۶۶۶      | ۱۴۱٬۱۶۰      | ۱۵۲٬۴۳۷      |
| ۵    | چهارباغ     | چهارباغ | ۱۳۹۹            | -            | -            | -            |
| ۶    | اشتهارد     | اشتهارد | ۱۳۹۱            | ۲۳٬۶۰۱       | ۲۹٬۵۸۰       | ۳۷٬۸۷۶       |
| ۷    | طالقان      | طالقان  | ۱۳۸۹            | ۲۵٬۷۸۱       | ۲۶٬۹۷۶       | ۱۶٬۸۱۵       |